# Маргаретен-гюртель (станція метро)
48°11′19″ пн. ш. 16°20′35″ сх. д. / 48.1885° пн. ш. 16.3431° сх. д.
«Маргаретен-гюртель» (нім. Margaretengürtel) — станція Віденського метрополітену, розміщена на лінії U4 між станціями «Ленгенфельд-гассе» і «Пільграм-гассе».
Названа за вулицею, поблизу якої розташована. Вулиця Маргаретен-гюртель — частина Гюртеля — кільцевої вулиці, спорудженої на місці фортифікацій Linienwall (лінії оборони на підступах до міських оборонних мурів Відня).